# توبين وولف
توبين وولف (بالإنجليزية: Tobin Wolf)‏ هو كاتب سيناريو أمريكي، ولد في 21 يوليو 1922 في بيتسبرغ في الولايات المتحدة، وتوفي في 21 يونيو 1999 في هونولولو في الولايات المتحدة.

## وصلات خارجية
- توبين وولف على موقع IMDb (الإنجليزية)
- توبين وولف على موقع قاعدة بيانات الفيلم (الإنجليزية)